# Super Rakieta
Super Rakieta (ang. The Rocketeer, od 2019) – amerykański serial animowany wytwórni Wild Canary Animation i ICON Creative Studio, Inc., powstały na podstawie komiksu Człowiek Rakieta autorstwa Dave’a Stevensa oraz na filmie z 1991 roku pod tym samym tytułem.
Premiera serialu odbyła się w Stanach Zjednoczonych 8 listopada 2019 na amerykańskim Disney Junior. W Polsce premiera serialu odbyła się 20 lipca 2020 jako zapowiedź, natomiast regularna emisja rozpoczęła się 28 września 2020.
W marcu 2020 roku potwierdzono, że drugi sezon serialu nie powstanie.

## Fabuła
Serial opisuje perypetie siedmioletniej dziewczynki Kasandry "Kas" Secord, która ma szansę zostać Super Rakietą, czyli superbohaterką z plecakiem odrzutowym. Uzbrojona w nowy ekwipunek i sekretną tożsamość Kas wzbija się w przestworza, aby uchronić swoje miasto Hughesville przed niebezpieczeństwem. Dziewczynka może też liczyć na wsparcie swojej najlepszej przyjaciółki, Flesz, buldoga Butcha oraz dziadka Ambrose’a, który jest mechanikiem lotniczym.

## Bohaterowie
- Kasandra "Kas" Secord (ang. Katherine "Kit" Secord) – główna bohaterka kreskówki, która otrzymała od swoich rodziców na swoje siódme urodziny plecak odrzutowy. Jako superbohaterka ratuje swoje miasto Hughesville i jego mieszkańców przed niebezpieczeństwem.
- Ambrose Secord – dziadek Kas, który jest mechanikiem lotniczym, syn Cliffa.
- Flesz Cheena (ang. Mitesh "Tesh" Cheena) – najlepszy przyjaciel Kas.
- Butch – buldog Kas.

## Spis odcinków

### Seria 1 (od 2019)
| Nr | Tytuł                                                    | Tytuł polski                                       | Premiera          | Premiera w Polsce                                 |
| -- | -------------------------------------------------------- | -------------------------------------------------- | ----------------- | ------------------------------------------------- |
| 1  | First Flight / Pilot Error                               | Pierwszy lot / Problemy z komunikacją              | 8 listopada 2019  | 20 lipca 2020 (A) 28 września 2020 (B)            |
| 2  | Skyway Robbery / A Doggone Adventure                     | Odrzutowy rabuś / Maczo na ratunek                 | 8 listopada 2019  | 29 września 2020                                  |
| 3  | Ground Control to Rocketeer / Save the Statue            | Patrol naziemny do Super Rakiety / Uratujmy pomnik | 15 listopada 2019 | 30 września 2020                                  |
| 4  | Carnival Caper / Songbird Soars Again                    | Wesołe miasteczko / Słowik wzbija się w powietrze  | 22 listopada 2019 | 1 października 2020                               |
| 5  | Downhill Derby / Flight Class Heroes                     | Z górki na pazurki / Lot pierwsza klasa            | 6 grudnia 2019    | 5 października 2020 (A) 6 października 2020 (B)   |
| 6  | Hypnotic Hughesville / The Piggy Bank Caper              | Hipnoza w Harmonii / Świnka skarbonka              | 13 grudnia 2019   | 15 października 2020 (A) 16 października 2020 (B) |
| 7  | X-Treme Hero / Hot on the Trail                          | Ekstremalna bohaterka / Na tropie kryształu        | 10 stycznia 2020  | 9 października 2020 (A) 12 października 2020 (B)  |
| 8  | Valerie the Valkyrie / Follow that Bulldog               | Walentyna, nasza Walkria / Pogoń za buldogiem      | 17 stycznia 2020  | 2 października 2020                               |
| 9  | Recipe for Disaster / The Critter Gang                   | Przepis na porażkę / Gang zwierzaków               | 24 stycznia 2020  | 7 października 2020 (A) 8 października 2020 (B)   |
| 10 | Cleared for Takeoff / First Class                        | Pozwolenie na lądowanie / Pierwsza klasa           | 7 lutego 2020     | 13 października 2020 (A) 14 października 2020 (B) |
| 11 | Underground Doodlebug / Bruce Goose                      | --- / ---                                          | 21 lutego 2020    | nieemitowany                                      |
| 12 | Runaway Lilith / The Hughesville Howler                  | --- / ---                                          | 13 marca 2020     | nieemitowany                                      |
| 13 | Friends and Family Picnic / Lights, Camera, Action Hero! | --- / ---                                          | 3 kwietnia 2020   | nieemitowany                                      |
| 14 | Special Delivery / The Hunt for Hughesberries            | --- / ---                                          | 10 kwietnia 2020  | nieemitowany                                      |
| 15 | Super Deany / Dr. Doodlebug’s Fair Game                  | --- / ---                                          | 17 kwietnia 2020  | nieemitowany                                      |
| 16 | The Valkyrie Cleans-Up / The Bank Job                    | --- / ---                                          | 24 kwietnia 2020  | nieemitowany                                      |
| 17 | Big Top Problems / One Trick Phony                       | --- / ---                                          | 4 lipca 2020      | nieemitowany                                      |
| 18 | Pack-A-Doodle / Sitti’s Visit                            | --- / ---                                          | 11 lipca 2020     | nieemitowany                                      |
| 19 | The Haunted House / The Halloween Heist                  | Dom strachów / Spec od kostiumów                   | 16 lipca 2020     | 19 października 2020 (A) 20 października 2020 (B) |
| 20 | The Christmas Star                                       | Święta w Harmonii                                  | 17 lipca 2020     | 30 listopada 2020                                 |
| 21 | Scarlett’s Search / Rocketeer Day                        | --- / ---                                          | 18 lipca 2020     | nieemitowany                                      |
| 22 | Heart of a Hero                                          | ---                                                | 25 lipca 2020     | nieemitowany                                      |